# Johan Broedelet
Johan Wouter (Johan) Broedelet (Batavia, 11 april 1877 - Den Haag, 1 september 1946) was een Nederlands schrijver en toneelspeler.

## Levensloop
Broedelet werd geboren op 11 april 1877 in Batavia, Nederlands-Indië. Hij was de zoon van Jacobus Salomon Broedelet en Adriana Charlotta Kervel. Op 29 april 1904 huwde hij in Den Haag met Wilhelmina Christina van den Heuvel. Samen hadden zij een dochter Joekie Broedelet.
Broedelet studeerde van 1895 tot en met 1896 aan de Toneelschool van Amsterdam en debuteerde bij het Nederlandsch Toneel. Later legde Broedelet zich toe op het schrijven van romans, korte verhalen en toneelwerk. Daarnaast was hij toneelcriticus voor de Haagsche Post. In 1941 won hij de Mr. H.G. van der Vies-prijs.
Johan Broedelet is de grootvader van Remco Campert.